# Mariella Petrescu
Mariella Petrescu, pe numele real Marinela Petrescu, (n. 8 martie 1943, Turnu Severin, Mehedinți, România – d. 11 noiembrie 2015, Pennsylvania, SUA) a fost o actriță română de teatru și film.

## Biografie
A absolvit Institutul de Artă Teatrală și Cinematografică „Ion Luca Caragiale” (IATC) din București în 1964, la clasa profesorului Victor Moldovan. A părăsit România în 1974, stabilindu-se în Statele Unite ale Americii, unde n-a mai profesat.
A fost căsătorită cu colegul ei de la Institut, devenit Regizor de TV Dan Necșulea, și apoi cu un american. N-a avut copii.

## Filmografie
- A fost prietenul meu (1961) - Irina
- Balul de sîmbătă seara (1968) - Raluca
- Ciuta (film TV, 1970)
- Idolul și Ion Anapoda (film TV, 1971)
- Haiducii lui Șaptecai (1971) - Sevastița, țiitoarea lui Vodă Caragea
- Astă seară dansăm în familie (1972) - Alice
- Un august în flăcări (1974)
- Tăticul (film TV, 1974)
- Păcală (1974) - Păcălița